# Theli
Theli è il quinto album in studio del gruppo musicale svedese Therion, pubblicato il 9 agosto 1996 dalla Nuclear Blast.
Successivamente ristampato dalla stessa etichetta tedesca, è il disco che lanciò definitivamente la carriera della band.

## Tracce
1. Preludium – 1:43
2. To Mega Therion – 6:34
3. Cults of the Shadow – 5:14
4. In the Desert of Set – 5:29
5. Interludium – 1:47
6. Nightside of Eden – 7:31
7. Opus Eclipse – 3:41
8. Invocation of Naamah – 5:31
9. The Siren of the Woods – 9:55
10. Grand Finale / Postludium – 4:04

### Edizione giapponese
L'edizione giapponese contiene tre tracce bonus:
1. In Remembrance – 6:05
2. Black Fairy (European Metal version) – 5:55
3. Fly to the Rainbow – 8:15 – cover degli Scorpions

## Formazione
Gruppo
- Christofer Johnsson - chitarra, voce, tastiera
- Piotr Wawrzeniuk - batteria, voce
- Lars Rosenberg - basso
- Jonas Mellberg - chitarra, tastiera

Altri musicisti
- Dan Swanö - voce
- Jan Peter Genkel - pianoforte
- Gottfried Koch - tastiera
- La Barmbek Symphony Orchestra

Coro North German Radio
- Raphaela Mayhaus - soprano
- Bettina Stumm - soprano
- Ursula Ritters - contralto
- Ergin Onat - tenore
- Joachim Gebhardt - basso
- Klaus Bulow - basso

Coro Siren
- Anja Krenz - soprano
- Constanze Arens - soprano
- Riekje Weber - contralto
- Stephan Gade - tenore
- Axel Patz - basso-baritono